# Чехонин, Михаил Георгиевич
Михаил Георгиевич Чехонин (1907—1962) — русский поэт США.

## Биография
Родился в семье часовщика-ювелира в Петрозаводске. В 1919 г. семья Чехониных переехала в Петроград, в дальнейшем семья эмигрировала в США через Константинополь.
Жил в Нью-Йорке. Работал официантом, чертежником, мусорщиком, посудомойщиком.
В дальнейшем, содержал фирму по изданию технической литературы.
Основная профессия — техник-чертежник.
Входил в Кружок русских поэтов в Америке.
Стихотворения и рассказы Михаила Чехонина издавались в «Новом журнале», «Гранях», «Возрождении», «Новоселье», сборниках-антологиях поэтов-эмигрантов

## Творчество
Сборник стихов издан в Нью-Йорке в 1946 г.
Стихотворения включены в антологии русских поэтов зарубежья «Мы жили тогда на планете другой…» и «Вернуться в Россию стихами…» .

## Издания
- Чехонин, Михаил Георгиевич. Стихи. — Нью-Йорк: Изд. Кружка русских поэтов в Америке, 1946. — 95 с.
- Чехонин М. Г. Вернуться в Россию стихами… / Михаил Чехонин; [предисл. С. А. Шапиро]; Федер. агентство по образованию, Карельский пединститут, Державинский лицей. — Петрозаводск: Издательство ПетрГУ, 2007. — 94 с.
- Чехонин М. Г. «Горячий свой привет стране родной…»: (стихотворения и проза) / Михаил Чехонин; [предисловие С. А. Шапиро]; МОУ «Державинский лицей». — Петрозаводск: Державинский лицей, 2009. — 138 с.
- Валентик, А. «Для нашей нежной и огромной боли …»: [о творчестве поэта Михаила Георгиевича Чехонина] / Александр Валентик // ТВР-Панорама. — 2006. — 30 авг. (№ 35). — С. 22